# 山东工业职业学院
山东工业职业学院（ShanDong Vocational College of Industry），是位于中华人民共和国山东省淄博市的一所公办全日制普通高等院校，隶属于山东省人民政府。

## 学校沿革
- 1959年7月：成立“五〇一厂工业学校”，隶属冶金工业部由五〇一厂代管；
- 1959年9月：冶金工业部将本校更名为“张店有色金属工业学校”；
- 1962年10月：冶金工业部将本校更名为“张店有色金属学校”；
- 1971年12月－1977年7月：停止普通中专招生，改办“五〇一厂七·二一工人大学”；
- 1977年8月：更名为“山东省有色金属学校”隶属山东省冶金局（后改为山东省冶金工业厅、山东省冶金工业总公司）；
- 1980年12月：山东省冶金局报经山东省计委批准，更名为“山东省冶金工业学校”；
- 1997年9月：成立“山东省冶金工业学校张钢分校”；
- 1999年3月：山东省冶金工业总公司报经山东省人民政府批准，将本校更名为“山东省工业学校”；
- 1999年9月：开设“山东冶金职工大学分校”；
- 2003年5月：山东省人民政府批复，同意山东冶金职工大学和山东省工业学校合并组建山东工业职业学院。[2]

## 院系设置
| 院                 | 专业 |                                                   |
| ------------------ | --- | ------------------------------------------------- |
| 冶金与汽车工程学院 | 冶金技术、应用化工技术、材料成型与控制技术、材料工程技术、矿物加工技术、工业分析与检验                                                   | 冶金与汽车工程学院官方网站 （页面存档备份，存于） |
| 机电工程学院       | 机械制造与自动化、数控技术、机电设备维修与管理、汽车检测与维修技术、模具设计与制造、焊接技术及自动化专业                                 | 机电工程学院官方网站 （页面存档备份，存于）       |
| 电气工程学院       | 机电一体化技术、电力系统自动化技术、电气自动化技术、生产过程自动化技术、供用电技术、应用电子技术、自动化生产设备应用                     | 电气工程学院官方网站 （页面存档备份，存于）       |
| 建筑与信息工程学院 | 工程造价、建筑工程技术、物联网应用技术、计算机应用技术、计算机网络技术、印刷技术、图文信息技术、工程测量技术、产品造型设计、装潢艺术设计 | 建筑与信息工程学院官方网站 （页面存档备份，存于） |
| 工商管理学院       | 会计、物流管理、电子商务、审计实务 | 工商管理学院官方网站 （页面存档备份，存于）       |

## 文化建设

### 校风
好学力行，兼容合作。

### 校训
笃实求真，明理出新。

## 交通
铁路车站
- 淄博站、淄博北站、桓台站

公交车
- 淄博站列表：51路
- 汽车总站列表：K169路，169路，51路

小巴
- 淄博站列表：169路
- 汽车总站列表：169路